# Ancyluris pirene
Ancyluris pirene är en fjärilsart som beskrevs av Hans Ferdinand Emil Julius Stichel 1924. Ancyluris pirene ingår i släktet Ancyluris och familjen Riodinidae. Inga underarter finns listade i Catalogue of Life.